# Megachile doleschalli
Megachile doleschalli är en biart som beskrevs av Cockerell 1907. Megachile doleschalli ingår i släktet tapetserarbin, och familjen buksamlarbin. Inga underarter finns listade i Catalogue of Life.